# Le Secret du bonheur (film, 1919)
Pour les articles homonymes, voir Le Secret du bonheur et Victory.
Pour plus de détails, voir Fiche technique et Distribution.
Le Secret du bonheur (Victory) est un film muet américain de Maurice Tourneur sorti en 1919.

## Synopsis
Axel Heyst, un vagabond des mers, a décidé de s'installer sur une île des Mers du Sud. Il y recueille une jeune femme désemparée, Alma. Mais une bande de pirates tente d'envahir l'île…

## Fiche technique
- Titre : Le Secret du bonheur
- Titre original : Victory
- Réalisation : Maurice Tourneur
- Scénario : Jules Furthman d'après le roman Victoire (Victory) de Joseph Conrad
- Direction artistique : Ben Carré
- Effets scéniques : Floyd Mueller
- Photographie : René Guissart
- Production : Maurice Tourneur
- Société de production : Maurice Tourneur Productions
- Société de distribution : Famous Players-Lasky Corporation
- Pays de production :  États-Unis
- Langue originale : anglais
- Format : noir et blanc — 35 mm — 1,37:1 — Muet
- Genre : drame
- Durée : 62 minutes (5 bobines - 4735 pieds)
- Dates de sortie : 
  - États-Unis : 7 décembre 1919
- Licence : domaine public

## Distribution
- Jack Holt : Axel Heyst
- Seena Owen : Alma
- Wallace Beery : August Schomberg
- Ben Deeley : M. Jones
- Lon Chaney : Ricardo
- Bull Montana : Pedro

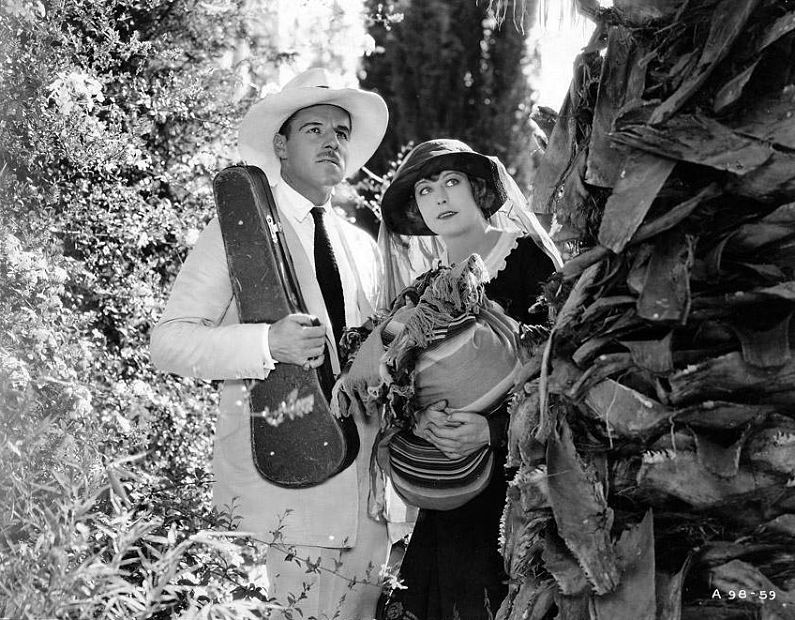
Jack Holt et Seena Owen

- George Nichols : Capitaine Davidson
- Laura Winston : Mme Schomberg